# Scoliocentra dupliciseta
Scoliocentra dupliciseta – gatunek muchówki z rodziny błotniszkowatych i podrodziny Heleomyzinae.
Gatunek ten opisany został w 1894 roku przez Gabriela Strobla jako Blepharoptera dupliciseta.
Muchówka o ciele długości od 3,5 do 5 mm. Na głowie ma 2 lub 3 pary wewnętrznych szczecinek ciemieniowych. Tułów jej cechuje się obecnością szczecinek na propleurach, kilkoma szczecinkami na przedpiersiu i mezopleurami oszczeconymi w tylnej części przedszwowej. Użyłkowanie skrzydła odznacza się nieprzyciemnionymi przednimi i tylnymi żyłkami poprzecznymi.
Owad znany z Hiszpanii, Irlandii, Wielkiej Brytanii, Belgii, Holandii, Niemiec, Szwecji, Austrii, Polski, Czech, Słowacji, Węgier, Syberii i Mongolii.